# Episodi di Stargate Universe (seconda stagione)
La seconda ed ultima stagione di Stargate Universe è andata in onda dal 28 settembre 2010 al 9 maggio 2011 sul network statunitense Syfy.
In Italia è andata in onda sul canale satellitare AXN Sci-Fi dal 10 gennaio al 6 novembre 2011.
| nº | Titolo originale      | Titolo italiano         | Prima TV USA      | Prima TV Italia   |
| -- | --------------------- | ----------------------- | ----------------- | ----------------- |
| 1  | Intervention (Part 3) | Intervento (Parte 3)    | 28 settembre 2010 | 10 Gennaio 2011   |
| 2  | Aftermath             | Conseguenze             | 5 Ottobre 2010    | 17 Gennaio 2011   |
| 3  | Awakening             | Risveglio               | 12 ottobre 2010   | 24 gennaio 2011   |
| 4  | Pathogen              | Agente patogeno         | 19 ottobre 2010   | 31 gennaio 2011   |
| 5  | Cloverdale            | Presenza aliena         | 26 ottobre 2010   | 7 febbraio 2011   |
| 6  | Trial and Error       | Tentativi               | 2 novembre 2010   | 14 febbraio 2011  |
| 7  | The Greater Good      | Fiducia                 | 9 novembre 2010   | 21 febbraio 2011  |
| 8  | Malice                | Astuzia                 | 16 novembre 2010  | 28 febbraio 2011  |
| 9  | Visitation            | Visite *                | 23 novembre 2010  | 7 marzo 2011      |
| 10 | Resurgence (Part 1)   | Rinascita (Parte 1)     | 30 novembre 2010  | 14 marzo 2011     |
| 11 | Deliverance (Part 2)  | Liberazione (Parte 2)   | 7 marzo 2011      | 4 settembre 2011  |
| 12 | Twin Destinies        | La fine della Destiny * | 14 marzo 2011     | 11 settembre 2011 |
| 13 | Alliances             | Alleanze                | 21 marzo 2011     | 18 settembre 2011 |
| 14 | Hope                  | Speranza                | 28 marzo 2011     | 25 settembre 2011 |
| 15 | Seizure               | Sequestro               | 4 aprile 2011     | 2 ottobre 2011    |
| 16 | The Hunt              | La caccia               | 11 aprile 2011    | 9 ottobre 2011    |
| 17 | Common Descent        | Verso la salvezza       | 18 aprile 2011    | 16 ottobre 2011   |
| 18 | Epilogue              | Epilogo **              | 25 aprile 2011    | 30 ottobre 2011   |
| 19 | Blockade              | Assedio **              | 2 maggio 2011     | 23 ottobre 2011   |
| 20 | Gauntlet              | L'ultimo viaggio        | 9 maggio 2011     | 6 novembre 2011   |

## Intervento (Parte 3)
- Titolo originale: Intervention (Part 3)
- Scritto da: Joseph Mallozzi - Paul Mullie
- Diretto da: Andy Mikita

### Trama
La Destiny è ancora sotto il controllo dell'Alleanza Lucian, Telford e TJ son feriti e Kiva è moribonda. Scott e Greer riescono a proteggersi dalle radiazioni della pulsar rifugiandosi nel lato opposto della nave e si ricongiungono con Eli, si accorgono così che Chloe sta miracolosamente guarendo dalla ferita. Rush e Brody ragguagliano Eli e Chloe sui nuovi sviluppi: gli scudi della nave sono ora abbastanza forti da permettere il salto in FTL. Rush però ha un'altra idea: deviare la potenza dagli scudi in modo da minacciare i Lucians e costringerli a restituire il controllo della Destiny. TJ, che nel frattempo è priva di conoscenza, ha un'esperienza mistica: è tornata sul pianeta che gli alieni hanno costruito, e il suo bambino è con Caine al sicuro, ma presto scopre che deve riprendere il suo posto sulla nave (queste sono le regole stabilite dagli alieni costruttori del pianeta per permettere che il bimbo rimanga al sicuro). Young è costretto a far scendere l'equipaggio su di un vicino pianeta vivibile e a questo punto Rush mette in atto il suo piano ma Dannic, che nel frattempo ha preso il comando dato che Kiva è morta, non vuole cedere e fa sbarcare sul pianeta Varro e i suoi seguaci che sono contrari alle sue scelte, ma quando anche gli altri si rendono conto di non avere più alcuna possibilità Ginn, il loro ingegnere, uccide Dannic e accetta le condizioni di Rush che riprende il controllo della nave, e riporta i compagni di viaggio e i Lucians ribelli sulla Destiny. La nave dopo un breve salto nell'iperspazio, ne esce davanti ad una nebulosa che TJ, che intanto ha ripreso conoscenza, riconosce avendola vista nella sua esperienza.

## Conseguenze
- Titolo originale: Aftermath
- Scritto da: Robert C. Cooper
- Diretto da: William Waring

### Trama
Con i prigionieri Lucian a bordo le scorte diminuiscono velocemente e Rush, che tiene ancora nascosta la sua conoscenza dei segreti della Destiny, fa uscire la nave dall'iperspazio nei pressi di un pianeta abitabile per fare scorte di generi alimentari adducendo scuse secondo cui i motori FTL sono rimasti danneggiati dalla pulsar. Lo stargate del pianeta è però inattivo e Young organizza una squadra per recarsi sul pianeta con lo shuttle. Rush ha delle visioni della sua defunta moglie che lo guida attraverso le sue decisioni, ma, quando la navetta parte, gli appare Franklin che lo avverte che l'ingresso nell'atmosfera avrebbe potuto distruggere la navetta; Rush corre alla radio ma è troppo tardi. I motori dello shuttle vanno in avaria e Scott riesce a stento a compiere un atterraggio di fortuna, ma nello schianto Riley rimane incastrato tra le lamiere e TJ si rende subito conto che non ce la farà. Il resto della squadra trova lo stargate del pianeta sepolto e si attiva per rimetterlo in funzione prima che la Destiny torni in modalità FTL. Sulla nave intanto i Lucians sono divisi: alcuni di loro offrono informazioni strategiche, nella speranza di un trattamento migliore, altri organizzano una sommossa che fallisce. Young decide che, una volta che lo stargate del pianeta sarà in funzione abbandonerà lì tutti i Lucians. Telford però lo informa che ha usato le pietre di comunicazione per contattare il Comando Stargate ed ha ricevuto l'ordine di trattenere sulla nave un gruppo selezionato di prigionieri. Nel relitto TJ confessa a Riley la storia del suo viaggio sul pianeta alieno; la Dr.ssa Park, nei pressi, ascolta in lacrime. Il team rimette in funzione lo stargate e fa ritorno sulla Destiny per fare rapporto. Young sbarca per parlare con Riley, e chiede a TJ di lasciarli soli. I due uomini si confortano a vicenda ma quando Young saluta Riley quest'ultimo lo implora di mettere fine alle sue sofferenze; il Colonnello esaudisce il suo ultimo desiderio e lo soffoca. La squadra torna alla nave, cercando di rendere la vita nello spazio il più normale possibile. Rush è in preda al rimorso per l'accaduto e perseguitato dalle visioni di sua moglie, con la speranza di avere informazioni più utili dallo spettro di Franklin.

## Risveglio
- Titolo originale: Awakening
- Scritto da: Joseph Mallozzi - Paul Mullie
- Diretto da: Andy Mikita

### Trama
La Destiny esce dall'FTL in rotta di collisione con una nave simile che però si aggancia automaticamente ad essa iniziando il trasferimento di grandi quantità di dati, dai quali Eli scopre che la nave è una disseminatrice di stargate e Rush che ha abbastanza energia da comporre l'indirizzo della Terra e mandare a casa l'equipaggio. Young invia una squadra esplorativa, ma li attende una sorpresa: la presenza di alieni in capsule di stasi che si risvegliano all'arrivo del team; Rush ne trova uno apparentemente molto debole e chiama T.J. per visitarlo e dal ponte di comando cerca di trasferire l'energia della nave sulla Destiny dove, nel frattempo Chloe confida a T.J. che la ferita è quasi completamente guarita. Le tensioni rimangono alte tra i Young e Camile riguardo al trattamento dei prigionieri Lucian e anche se molti di loro sono collaborativi, l'aggressività di uno dei loro ufficiali sta facendo peggiorare le cose per tutti. Quando viene tentato di attivare lo stargate Rush viene colpito da un'arma a raggi e Eli scopre che l'energia che la nave disseminatrice stava inviando alla Destiny ha invertito la direzione e che la Destiny rischia di rimanere completamente a secco senza che lui possa farci niente. Telford si unisce alla squadra sulla nave e trova Rush stordito, mentre la ricognizione rivela la presenza di una dozzina di camere di stasi aliene aperte. Telford decide di rimanere sulla nave disseminatrice nel tentativo di reinvertire il flusso di energia e salvare la Destiny mentre quest'ultima si prepara al salto nell'iperspazio. Mentre la squadra ritorna sulla Destiny Rush scompare e quando Telford sta per invertire il flusso la nave disseminatrice si stacca. È stato Rush dal ponte di comando. La Destiny salta in modalità FTL e Telford resta bloccato sulla disseminatrice in balia degli alieni.

## Agente patogeno
- Titolo originale: Pathogen
- Scritto da: Carl Binder
- Diretto da: Robert Carlyle

### Trama
La mamma di Eli è malata, e questi deve correre sulla terra per vederla e si rende conto che lei non starà meglio finché non saprà che lui sta bene. Chloe incomincia a comportarsi in modo strano e viene trovata in stato confusionale in una delle stive, l'equipaggio comincia a pensare che gli alieni che l'avevano rapita l'hanno manipolata geneticamente. Young vuole metterla in quarantena ma Rush lo convince a lasciarla libera sotto attenta osservazione mentre lui, grazie alle conoscenze acquisite da Chloe sta facendo passi da gigante nell'apprendimento dei sistemi della nave, ma continua a mantenere segreta la maggior parte delle sue conoscenze della Destiny. Sulla terra Camille va a trovare Sharon ma per via della situazione il loro rapporto è molto teso e in più deve aiutare Eli per i suoi problemi con la madre. Young decide di dare ai Lucian la possibilità di integrarsi col resto dell'equipaggio in cambio informazioni sull'Alleanza ma Simeon si comporta in maniera inadeguata con la Dr.ssa Park e viene rinchiuso mentre Varron fa del suo meglio per mettere a posto le cose e ciò non lascia indifferente TJ. Fra Simeon e Greer è guerra aperta. Brody, Park e Young sospettano di Rush che, messo alle strette rivela che Chloe ha risolto una difficile equazione grazie alla quale è aumentato il suo controllo della nave e il Colonnello ordina la quarantena per Chloe. Camille intanto aiuta Eli facendo adoperare le pietre di comunicazione alla madre che così vede lo splendido lavoro compiuto dal figlio; la stessa Camille però non riesce a risolvere i propri problemi. Rush tenta un'ultima carta facendo usare l'interfaccia neurale della Destiny a Chloe nella speranza che il computer della nave elimini la parte aliena; Young e TJ a malincuore accettano.

## Presenza aliena
- Titolo originale: Cloverdale
- Scritto da: Brad Wright
- Diretto da: Alex Chapple

### Trama
La squadra si trova su un pianeta per fare scorte ma Matt viene infettato da un fungo alieno che gli provoca allucinazioni e cresce sempre di più nel suo braccio, tanto che, visti gli inutili tentativi di TJ, Rush propone di amputarglielo. Ma quando TJ fa una incisione guida nel braccio di Matt scopre che il suo sangue è viola ed è chiaro che l'infezione si è diffusa internamente, e l'amputazione può solo peggiorare la situazione. Matt in preda alle allucinazioni crede di essere a Cloverdale per il suo matrimonio con Chloe, Everett è suo padre, Greer il suo testimone, Eli il fratello di Chloe, TJ un paramedico, Rush il Reverendo e gli altri membri dell'equipaggio i paesani in festa per l'evento; anche in questo stato però Matt ha la netta sensazione che qualcosa non vada. La squadra si dirige verso lo stargate inseguita da altri funghi giganteschi; una volta giunti lì Greer organizza una barricata e la squadra si arma di lanciafiamme per fermare i funghi e cercare nel frattempo di salvare Matt prima che la Destiny riprenda il viaggio nell'iperspazio. Young ordina che il personale non necessario ritorni a bordo, non prima di essere accuratamente controllato per impedire che l'infezione contamini la Destiny; durante l'assalto anche Chloe viene attaccata ma non viene infettata e il segno dell'attacco scompare; ciò che le ha guarito la gamba ha attaccato l'infezione fungina rendendola immune. TJ decide di fare una trasfusione da Chloe a Matt. L'attivazione continua dello stargate tiene i funghi lontani negli ultimi attimi e una volta conclusa la trasfusione Matt si riprende e torna a bordo con Chloe e Greer ma il Colonnello Young impone la quarantena sia a Chloe che a Matt.

## Tentativi
- Titolo originale: Trial and Error
- Scritto da: Joseph Mallozzi - Paul Mullie
- Diretto da: Andy Mikita

### Trama
Il Colonnello Young fa dei sogni molto realistici che inscenano diversi modi in cui la nave viene distrutta dagli alieni, in seguito si scopre che ciò fa parte di un programma della stessa nave che influisce sul subconscio facendogli varie simulazioni di battaglia contro gli alieni.Infatti la Destiny esce dall'FTL e tutti cominciano a pensare che tutto ciò sia come un test per il colonnello Young che nel frattempo si era isolato a causa dei ripetuti incubi. Camille e Rush suggeriscono a Scott di prendere il comando della spedizione in quanto Young non ne è più in grado, lui si rifiuta e va nell'alloggio del colonnello per farlo reagire, ci riesce e dopo poco la nave salta nell'FTL, però effettivamente non è stato Young ma Rush che è riuscito a bypassare la simulazione e a far ripartire la nave.

## Fiducia
- Titolo originale: The Greater Good
- Scritto da: Carl Binder
- Diretto da: William Waring

### Trama
La Destiny incontra sulla sua rotta una nave aliena alla deriva. Il colonnello Young e Rush salgono a bordo e, durante la loro esplorazione, i motori si accendono per pochi secondi allontanando la nave dalla Destiny. Rush suggerisce di far salire a bordo la Dottoressa Perry, l'unica in grado di aiutarli. Per lo scambio viene scelta Ginn che deve essere interrogata dal Comando Stargate. Una volta a bordo Rush confessa alla dottoressa Perry di aver scoperto il ponte di comando dell nave ma il resto dell'equipaggio scopre il suo segreto. La scoperta fa imbestialire Young che, dopo l'ennesima colluttazione con Rush, viene da questi informato sulla vera natura della missione della Destiny. Simeon, sulla Destiny aggredisce la Perry/Ginn.

## Astuzia
- Titolo originale: Malice
- Scritto da: Robert C. Cooper
- Diretto da: Robert C. Cooper

### Trama
Simeon riesce a fuggire dalla Destiny dopo aver ucciso la dottoressa Perry nel corpo di Ginn che muore a sua volta sulla terra. Young invia Matt e Greer con l'ordine di prenderlo vivo per costringerlo a rivelare il piano di attacco dell'Alleanza Lucian ma Rush si unisce a loro con l'evidente intento di vendicare la morte della Perry. Sulla nave, nel frattempo, l'equipaggio riesce a controllare il conto alla rovescia grazie a Chloe.

## Visite
- Titolo originale: Visitation
- Scritto da: Remi Aubuchon
- Diretto da: William Waring

### Trama
Il gruppo che tempo prima era rimasto sul pianeta con l'obelisco, costruito dagli alieni, riappare improvvisamente a bordo dello shuttle danneggiato che era rimasto sul pianeta.
Nessuno di loro, però, ricorda nulla del viaggio né di come lo shuttle sia stato rimesso in grado di funzionare perfettamente. Visitati da TJ mostrano tutti una perfetta salute ma non sanno dare spiegazioni. Guardati con diffidenza da quasi tutto l'equipaggio iniziano ad avere qualche ricordo ma questi ricordi li portano ad una rapida, quanto inspiegabile morte. L'ultimo a morire sarà Caine in quale riuscirà a fare in tempo a ricordare e a raccontare la vera fine del suo gruppo.
Chloe si rende conto che la sua mutazione è inarrestabile e così cerca di far allontanare Matt da lei.

## Rinascita (Parte 1)
- Titolo originale: Resurgence (Part 1)
- Scritto da: Joseph Mallozzi - Paul Mullie
- Diretto da: William Waring

### Trama
Uscita dell'FTL la Destiny si imbatte nei resti un di gigantesco campo di battaglia tra due civiltà aliene. Scoperta una nave che all'apparenza sembra sufficientemente intatta, il colonnello Young decide di inviare una spedizione esplorativa con lo shuttle ma all'improvviso, quelli che in un primo momento sembravano rottami inanimati, riprendono a funzionare e lanciano un attacco alla Destiny. Quando le cose sembrano mettersi male, anche per l'impossibilità di fuggire nell'FTL a causa dei danni subiti, riappare la nave disseminatrice sulla quale era stato abbandonato Telford con gli alieni e soccorrono la Destiny facendola fuggire insieme a loro nell'FTL. Telford ritornato con i terrestri spiega loro chi sono gli attaccanti e spiega i motivi che hanno spinto i suoi amici alieni a salvarli.

## Liberazione (Parte 2)
- Titolo originale: Deliverance (Part 2)
- Scritto da: Joseph Mallozzi - Paul Mullie
- Diretto da: Peter DeLuise

### Trama
Nonostante l'aiuto degli Ursini (gli alieni amici di Telford) la Destiny viene ritrovata dai droni che altro non sono che piccole navi automatizzate programmate per attaccare e distruggere qualsiasi civiltà diversa da quella dei loro costruttori. Fermati i droni della prima ondata dall'intervento degli alieni dell'altra galassia che avevano rapito Chloe, Eli propone di portare a bordo uno dei droni per studiarlo mentre Rush consiglia a Young di accettare le richieste e consegnare Chloe, che sta anche per mutare, e consentire a questi ultimi di ricavare le informazioni che la giovane ha appreso sulla Destiny. Nel frattempo arriva un'altra nave madre automatizzata e infuria una nuova battaglia.
Mentre Chloe, dopo essere stata studiata viene riportata alla sua vera natura e liberata, Eli riesce a riprogrammare i droni superstiti per farli combattere a loro fianco e gli Ursini, dopo aver scoperto di essere gli ultimi superstiti della loro razza, si lanciano in un attacco suicida con il proposito di distruggere, pur non riuscendoci, la nave madre e consentendo alla Destiny di attaccarla lei stessa e, riuscendoci, di fuggire.

## La fine della Destiny
- Titolo originale: Twin Destinies
- Scritto da: Brad Wright
- Diretto da: Peter DeLuise

### Trama
Eli pensa di poter sfruttare l'energia sufficiente per connettere lo Stargate con la Terra, mentre la Destiny attraversa una stella per ricaricarsi. Rush non è convinto della bontà del piano del ragazzo ma accetta. Tuttavia poche ore prime che venga dato il via al piano la nave capta un messaggio da uno Shuttle e al suo interno trovano un alter ego di Rush, proveniente da un'altra dimensione temporale che avvisa l'equipaggio che il tentativo che hanno intenzione di fare potrebbe causare la morte di tutti.

## Alleanze
- Titolo originale: Alliances
- Scritto da: Linda McGibney
- Diretto da: Peter DeLuise

### Trama
La Destiny deve ospitare una senatrice degli Stati Uniti e uno scienziato che dovrà esaminare i dati della scoperta effettuata dal dottor Rush in merito alla vera missione della nave. Per lo scambio con le pietre di comunicazione sono scelti Camille e il Sergente Greer, che era l'unico componente dell'equipaggio a non essere mai tornato sulla Terra. Purtroppo per i due pochi minuti dopo il loro arrivo il Comando Stargate viene attaccato da un'astronave dell'Alleanza Lucian, che però si schianta sul palazzo. Camille e Greer rimangono intrappolati fra le macerie dell'edificio e cercando la via di uscita scoprono di essere gli unici ad avere la possibilità di rendere inoffensiva la bomba al Naquadria trasportata dalla nave nemica, ma si rendono anche conto che le radiazioni assorbite risultano letali per i loro attuali corpi.

## Speranza
- Titolo originale: Hope
- Scritto da: Carl Binder
- Diretto da: William Waring

### Trama
Durante uno scambio con le pietre di comunicazione qualcosa va storto e il corpo di Chloe viene occupato dalla personalità di Ginn, che viene così a sapere di essere stata uccisa da Simeon. Mentre Eli e Rush tentano di capire come tutto questo sia potuto accadere, riappare, così come per Ginn, anche la dottoressa Perry.
Nel frattempo il dottor Volker accusa un malore e TJ diagnostica un'insufficienza renale grave che senza dialisi o trapianto lo porterà ad un'imminente morte. Purtroppo le pietre di comunicazione sono fuori uso e quindi non è possibile far salire a bordo un chirurgo specializzato e quindi sarà proprio TJ a dover effettuare il trapianto, e come donatore si offre il Sergente Greer.
Mentre le coscienze di Ginn e della dottoressa Perry vanno affievolendosi Rush riesce, tramite la sedia neuronale, a trasferirle e salvarle nel software della Destiny.

## Sequestro
- Titolo originale: Seizure
- Scritto da: Remi Aubuchon
- Diretto da: Helen Shaver

### Trama
Siccome per potersi connettere tramite lo Stargate con la Destiny occorre un'ingentissima quantità di energia, e questa è possibile averla solo con il naquadria, il Comando Stargate cerca di convincere i governanti del pianeta Langara affinché permettano l'uso dei loro impianti.
Viste le resistenze dei Langariani, Telford sospetta che l'Alleanza Lucian sia già entrata in contatto con loro e li ricatti.
Woolsey si decide di tentare comunque un colpo di mano per poter mettere in pratica le teorie del dottor Rodney Mckay.
Nel frattempo, sulla Destiny, Rush rimane intrappolato nel software della nave durante una simulazione messa a punto per stare insieme ad Amanda Perry. Eli riuscirà a riportarlo alla realtà mettendo in quarantena le personalità di Ginn e Perry.

## La caccia
- Titolo originale: The hunt
- Scritto da: Joseph Mallozzi - Paul Mullie
- Diretto da: Andy Mikita

### Trama
Durante la discesa su un pianeta sconosciuto la squadra di esplorazione viene attaccata da una creatura sconosciuta che uccide alcuni componenti e ne cattura due, tra cui TJ.
Young scende sul pianeta con una squadra di soccorso ma ben presto si rende conto che la creatura è molto intelligente ed è costretto ad accettare l'offerta d'aiuto di Varro e dei suoi uomini, più esperti nella caccia.
Sulla Destiny, nel frattempo, Rush mette alla prova Eli a sua insaputa.

## Verso la salvezza
- Titolo originale: Common descent
- Scritto da: Robert C. Cooper
- Diretto da: Peter DeLuise

### Trama
Durante un'esplorazione gli uomini della Destiny incontrano un piccolo gruppo di umani che li riconoscono e affermano di essere i loro discendenti, La loro civiltà sarebbe stata fondata 2000 anni prima dai superstiti della Destiny in un pianeta lì vicino, da loro chiamato Novus, pianeta in cui chiedono di essere riportati.
Ma nel frattempo ritornano i droni.

## Epilogo
- Titolo originale: Epilogue
- Scritto da: Carl Binder
- Diretto da: Alex Chapple

### Trama
A causa dell'attacco dei droni, la Destiny è costretta a lasciare in tutta fretta il pianeta e ad imbarcare i superstiti loro discendenti.
Giunti su Novus scoprono che il pianeta è stato abbandonato e sta per essere distrutto da un'apocalisse vulcanica.
Tramite l'incredibile e dettagliata banca dati trovata nell'archivio del pianeta apprendono la storia della colonia sin dal loro arrivo e TJ scopre che fra non molto si ammalerà di SLA

## Assedio
- Titolo originale: Blockade
- Scritto da: Linda McGibney
- Diretto da: Andy Mikita

### Trama
Siccome i droni continuano a presidiare ogni stella impedendo alla Destiny di ricaricarsi, Eli mette a punto un piano rischiosissimo ma che, se dovesse riuscire, permetterebbe alla nave di ricaricare completamente le sue riserve.
Non avendo ormai altra scelta decidono di metterlo in pratica e mentre tutto l'equipaggio sbarca su un pianeta devastato Eli e Rush prendono il comando della Destiny e la conducono dentro una stella mentre la dottoressa Park, cercando di salvare alcune piante, resta bloccata nella sezione idroponica rischiando la vita.

## L'ultimo viaggio
- Titolo originale: Gauntlet
- Scritto da: Joseph Mallozzi - Paul Mullie
- Diretto da: Andy Mikita

### Trama
Il finale.
L'equipaggio ha ormai capito che tutte le stelle della galassia utili alla Destiny sono presidiate dai droni e quindi non resta che completare il piano di Eli che prevede la messa in ibernazione di tutto l'equipaggio per tre anni permettendo così di ridurre al minimo il supporto vitale e dare alla nave l'energia sufficiente per raggiungere un'altra galassia.
Tutti tornano sulla Terra, con le pietre di comunicazione, per salutare i propri familiari ma il malfunzionamento di una camera di ibernazione costringe Eli a rimanere l'ultimo membro cosciente dell'equipaggio della Destiny per il tempo necessario alla riparazione.
- Gli episodi n° 9 e 12 sono andati in onda con i titoli invertiti (l'episodio 9 con il titolo "La fine della Destiny" invece di "Visite" e viceversa)
- Gli episodi n° 18 e 19 sono andati in onda invertiti: il 23 ottobre è andato in onda "Assedio", il 30 ottobre è andato in onda "Epilogo", seconda parte di "Verso la salvezza" (episodio 17).